# Наум Пейчинов
Наум Пейчинов е български свещеник, деец на Вътрешната македоно-одринска революционна организация.

## Биография
Роден е през 1880 година в стружкото село Ябланица, потомък е по бащина линия на известна фамилия от Дримкол. Учи в българската прогимназия в Охрид, след което завършва IV клас в Битолската гимназия. Описват го като висок и красив момък.
Още на младини приема свещенически сан, главно за да запази българския дух в родното си място, което е с преобладаващото българско население и малко мюсюлмани. Неголяма част от българите стават сърбомани и, начело със свещеник Марко Домозетов, получавайки финансиране от Сърбия, успяват да подкупват турските власти в борбата си срещу българите. Поп Наум се превръща в тяхна прицелна точка.
До Младотурската революция в 1908 година поп Наум Пейчинов е ръководител на революционната организация в селото, като заедно с двамата четници Доне и Спасе съставляват ядката на организацията.
След окупация на Ябланица от Сръбската армия през есента на 1912 година по време на Балканската война, поп Наум е тероризиран. През Междусъюзническата война през юни 1913 година е хвърлен в затвора, а след българо-албанското Охридско-Дебърско въстание, при завръщането на сърбите в Ябланица, е ранен в ръката и корема. След това е изведен вън от селото, ограбен и пребит с камъни и ножове. Хвърлен е в един дол и затрупан с камъни, а издирващите го близки са връщани със заплахи. Чак след 8 месеца е намерен и погребан, след което сръбските власти разгромяват дома му и изхвърлят на улицата жена му и петте невръстни деца.